# Mirza Džomba
Mirza Džomba (Rijeka, 28 de fevereiro de 1977) é um ex-handebolista profissional croata, campeão olímpico em Atenas 2004.